# Alpii Graici
Alpii Graici sunt un lanț muntos din componența Alpilor Occidentali, situat la granița dintre Franța (departamentul Savoia) și Italia (regiunile Piemont și Valle d'Aosta).

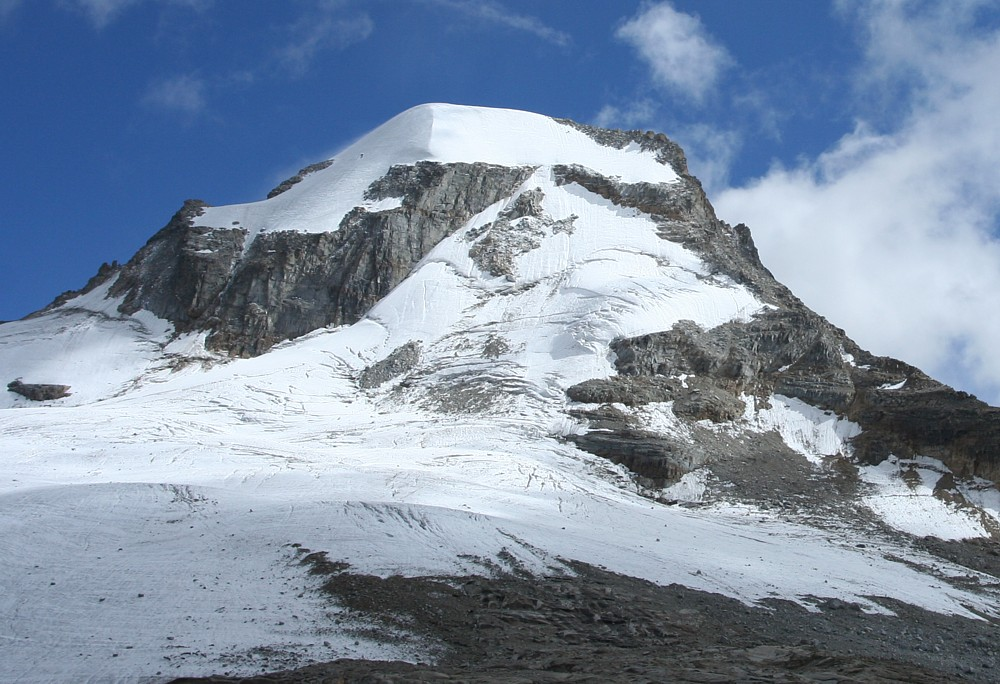
Ciarforon

Trecătoarea Micul St. Bernard și valea râului Dora Baltea îi separă de Alpii Pennini, trecătoarea Mont Cenis de Alpii Cotici; valea râului Arc de Alpii Dauphiné.
Alpii Graici sunt împărțiți în trei grupe: Centrali (cumpăna apelor între trecătorile Micul St. Bernard și Mont Cenis), de Vest sau Francezi și de Est sau Italieni; în lista de mai jos, literele "C", "V" și "E" indică grupa din care face parte fiecare vârf sau trecătoare. În Alpii Graici de Vest se află Parcul Național Vanoise, iar în cei de Est, Parcul Național Gran Paradiso.
Partea franceză a Alpilor Graici este străbătută de râul Isère (valea Tarentaise) și afluentul său Arc (valea Maurienne). Partea italiană este străbătută de râurile Dora Baltea, Orco și Stura di Lanzo, afluenți ai Pad-ului.

## Vârfuri

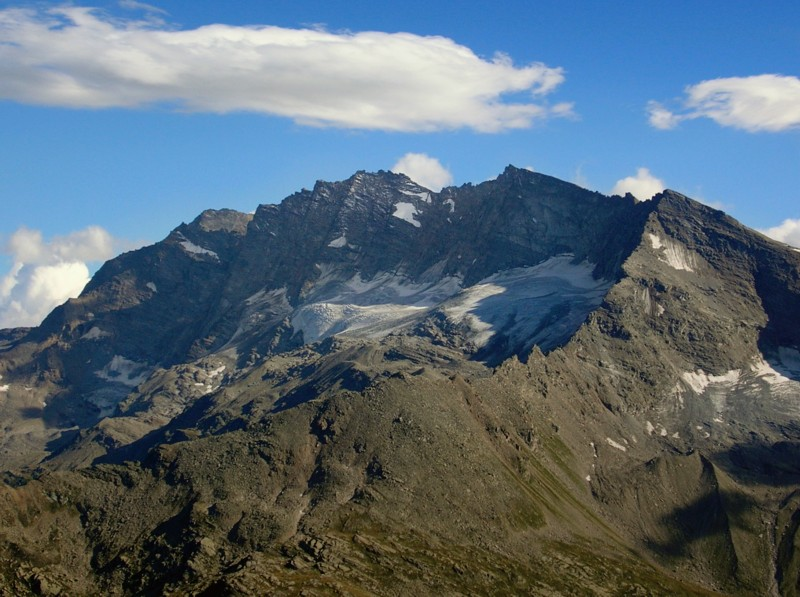
Levanna

Cele mai importante vârfuri din Alpii Graici sunt:
| Denumire                           | Înălțime (m) | Înălțime (m) |
| ---------------------------------- | ------------ | ------------ |
| Gran Paradiso (E)                  | 4061         |              |
| Grivola (E)                        | 3969         |              |
| Grande Casse (V)                   | 3861         |              |
| Mont Pourri (V)                    | 3788         |              |
| Herbetet (E)                       | 3778         |              |
| Pointe de Charbonnel (C)           | 3760         |              |
| Aiguille de la Grande Sassière (C) | 3757         |              |
| Dent Parrachée (V)                 | 3712         |              |
| Torre del Gran San Pietro (E)      | 3692         |              |
| Uia di Ciamareila (C)              | 3676         |              |
| Ciarforon (E)                      | 3665         |              |
| Grande Motte (V)                   | 3663         |              |
| Roccia Viva (E)                    | 3650         |              |
| Albaron (C)                        | 3638         |              |
| Becca di Gay (E)                   | 3623         |              |
| Pointe de Ronco?? (C)              | 3618         |              |
| Levanna (C)                        | 3615         |              |
| Bec de l'lnvergnan (C)             | 3608         |              |
| Tsanteleina (C)                    | 3606         |              |
| Dôme de l'Arpont (V)               | 3599         |              |
| Bessanese (C)                      | 3597         |              |
| Dôme de Chasseforet (V)            | 3586         |              |
| Croce Rossa (C)                    | 3567         |              |
| Aiguille de Péclet (V)             | 3566         |              |
| Mont Emilius (E)                   | 3559         |              |
| Punta d'Arnas (C)                  | 3540         |              |
| Aiguille de Polset (V)             | 3538         |              |
| Rochemelon (C)                     | 3537         |              |
| Punta Chalanson (C)                | 3530         |              |
| Punta Tersiva (E)                  | 3513         |              |
| Grande Traversière (C)             | 3495         |              |
| Testa del Rutor (C)                | 3486         |              |
| Grande Aiguille Rousse (C)         | 3482         |              |
| Granta-Parey (C)                   | 3473         |              |
| Roc du Mulinet (C)                 | 3469         |              |
| Aiguille Pers (C)                  | 3451         |              |
| Cima dell' Auille?? (C)            | 3446         |              |
| Pointe de la Sana (V)              | 3436         |              |
| Pointe de l'Échelle (V)            | 3432         |              |
| Punta Foura (E)                    | 3410         |              |
| Punta Sengie (E)                   | 3408         |              |
| Pointes de la Gliere (V)           | 3386         |              |
| Pointe de la Galise (C)            | 3345         |              |
| Pointe de la Traversière (C)       | 3341         |              |
| Pointe de Méan Martin (V)          | 3337         |              |
| Punta Lavina (E)                   | 3308         |              |
| Ormelune/Pointe d'Archeboc (C)     | 3283         |              |
| Roche Chevrière (V)                | 3282         |              |
| Signal du Mont Iseran (C)          | 3241         |              |
| Pointe de la Rechasse (V)          | 3223         |              |
| Grand Assaly (C)                   | 3174         |              |
| Rosa dei Banchi (E)                | 3164         |              |
| Becca di Nona (E)                  | 3142         |              |
| Torre d'Ovarda (C)                 | 3075         |              |
| Punta Pousset (E)                  | 3046         |              |
| Dôme de Val d'Isère (C)            | 3033         |              |
| Uia di Mondrone (C)                | 2964         |              |
| Monte Unghiasse (C)                | 2939         |              |
| Monte Marzo (E)                    | 2750         |              |
| Petit Mont Blanc de Pralognan (V)  | 2685         |              |
| Mont Jouvet (V)                    | 2563         |              |
| Monte Civrari (C)                  | 2302         |              |

## Trecători
Principalele trecători din Alpii Graici sunt:
| Denumire                   | Traseu                                         | Acces               | Înălțime (m) |
| -------------------------- | ---------------------------------------------- | ------------------- | ------------ |
| Grande Rousse (C)          | de la Rhêmes Valley la Valgrisenche            | acoperită de zăpadă | 3500         |
| Gebroulaz (V)              | de la Modane la Méribel                        | acoperită de zăpadă | 3470         |
| Monel (E)                  | de la Cogne la Locana                          | acoperită de zăpadă | 3428         |
| Grand Paradis (E)          | de la Ceresole Reale la Valsavarenche          | acoperită de zăpadă | 3349         |
| Charforon (E)              | de la Ceresole Reale la Valsavarenche          | acoperită de zăpadă | 3331         |
| Teleccio (E)               | de la Cogne la Locana                          | acoperită de zăpadă | 3326         |
| Lauzon (E)                 | de la Cogne la Valsavarenche                   | drum forestier      | 3301         |
| Bouquetin (C)              | de la Bonneval-sur-Arc la Val d'Isère          | acoperită de zăpadă | 3300         |
| St Grat (C)                | de la Valgrisenche la La Thuile                | acoperită de zăpadă | 3300         |
| Herbetet (E)               | de la Cogne la Valsavarenche                   | acoperită de zăpadă | 3257         |
| Collerin (C)               | de la Bessans la Balme                         | acoperită de zăpadă | 3202         |
| Grand Etret (E)            | de la Ceresole Reale la Valsavaranche          | acoperită de zăpadă | 3158         |
| Bassac (C)                 | de la Rhêmes Valley la Valgrisenche            | acoperită de zăpadă | 3153         |
| Carro (C)                  | de la Bonneval-sur-Arc la Ceresole Reale       | acoperită de zăpadă | 3140         |
| Arbole (E)                 | de la Cogne la Brissogne                       | acoperită de zăpadă | 3137         |
| Goletta (C)                | de la Val d'Isère la Rhêmes Valley             | acoperită de zăpadă | 3120         |
| Rhêmes (C)                 | de la Val d'Isère la Rhêmes Valley             | acoperită de zăpadă | 3101         |
| Grande Casse (V)           | de la Pralognan la Termignon                   | acoperită de zăpadă | 3100         |
| Sea (C)                    | de la Bonneval-sur-Arc la Forno Alpi Graie     | acoperită de zăpadă | 3083         |
| Autaret (C)                | de la Bessans la Usseglio                      | cărare              | 3070         |
| Girard (C)                 | de la Bonneval-sur-Arc la Forno Alpi Graie     | acoperită de zăpadă | 3044         |
| Rosset (C)                 | de la Valsavarenche la Rhêmes Valley           | drum forestier      | 3024         |
| Arnas (C)                  | de la Bessans la Balme                         | acoperită de zăpadă | 3014         |
| Galise (C)                 | de la Ceresole Reale la Val d'Isère            | acoperită de zăpadă | 2998         |
| Sort (E)                   | de la Valsavarenche la Rhêmes Valley           | drum forestier      | 2967         |
| Quecees de Tignes (V)      | de la Val d'Isère la Termignon                 | acoperită de zăpadă | 2940         |
| Nouva (E)                  | de la Cogne la Pont Canavese                   | drum forestier      | 2933         |
| Garin (E)                  | de la Aosta la Cogne                           | cărare              | 2868         |
| Arnas (C)                  | de la Balme la Usseglio                        | acoperită de zăpadă | 2850         |
| Finestra (C)               | de la Rhêmes Valley la Valgrisenche            | cărare              | 2847         |
| Fenetre de Champorcher (E) | de la Cogne la Champorcher                     | drum forestier      | 2838         |
| Vaudet (C)                 | de la Sainte-Foy-Tarentaise la Valgrisenche    | cărare              | 2836         |
| Bardoney (E)               | de la Cogne la Pont Canavese                   | acoperită de zăpadă | 2833         |
| Chaviere (V)               | de la Modane la Pralognan                      | cărare              | 2806         |
| Leisse (V)                 | de la Tignes la Termignon                      | acoperită de zăpadă | 2780         |
| Iseran (C)                 | de la Bonneval-sur-Arc la Val d'Isère          | șosea               | 2769         |
| Ghicet di Sea (C)          | de la Balme la Forno Alpi Graie                | cărare              | 2735         |
| Sachette (V)               | de la Tignes la Bourg-Saint-Maurice            | cărare              | 2729         |
| Palet (V)                  | de la Tignes la Moûtiers (Bourg-Saint-Maurice) | drum forestier      | 2658         |
| Mont (C)                   | de la Ste Foy la Valgrisenche                  | drum forestier      | 2646         |
| Nivoleta (E)               | de la Ceresole Reale la Valsavarenche          | șosea               | 2641         |
| Crocetta (C)               | de la Ceresole Reale la Forno Alpi Graie       | drum forestier      | 2636         |
| Platiere (V)               | de la Saint-Jean-de-Maurienne la Moûtiers      | drum forestier      | 2600         |
| Vanoise (V)                | de la Pralognan la Termignon                   | drum forestier      | 2527         |
| Encombres (V)              | de la Saint-Michel-de-Maurienne la Moûtiers    | drum forestier      | 2337         |
| Micul St. Bernard (C)      | de la Aosta la Moûtiers                        | șosea               | 2188         |
| Madeleine (V)              | de la La Chambre la Moûtiers                   | șosea               | 1984         |